# 치옴피 반란
치옴피 반란(Ciompi Revolt)은 1378년부터 1382년까지 피렌체 공화국에서 일어난 무명 노동자들의 반란이다. 반란을 일으킨 사람들은 어느 길드에도 속하지 않아 피렌체 정부에 참여할 수 없었던 장인, 노동자, 장인들로 구성되었다. 이 노동자들은 확립된 귀족 과두제에 대해 점점 더 분노하게 되었다. 게다가 그들은 감당할 수 없을 정도로 무거운 세금을 내야 했고, 일부는 집을 떠나야만 했다. 그러한 긴장에 대한 반란으로 인해 양모 노동자와 기타 권리를 박탈당한 노동자들로 구성된 정부가 탄생했고, 이 정부는 3년 반 동안 지속되었다.
치옴피 반란은 5월과 6월의 개혁, 7월 중순의 반란과 전투의 폭력적인 "혁명", 1378년 8월 말의 "반동"인 치옴피 정부의 몰락이라는 세 단계로 발전했다. 노동자의 과소 대표는 착취, 저임금, 정치적 무력으로 이어졌다. 1378년 6월, 도시의 14개 소규모 길드는 엘리트층인 시뇨리아에게 시민 공직에서 더 많은 대표권을 요구했다. 이 길드원들은 여전히 길드 대표가 없는 저임금 직물 노동자인 소토 포스트티가 자신들의 길드를 결성하고 더 큰 정치적 권력을 얻는 것을 막고 싶어했다. 이를 방지하기 위해 시뇨리아는 시스템 입장료를 4배로 늘렸다. 이 행동은 분노를 불러일으켰고 소토 포스티(Sotto posti)를 시뇨리아의 반대자로 바꾸어 하급 계급인 치옴피와 일치시켰다. 6월 22일 치옴피는 처음으로 무기를 들었지만 7월 21일이 되어서야 그들은 폭력적으로 도시 정부를 장악하고 시뇨리아에게 3개의 새로운 길드를 창설하고 그들에게 정치적 직위를 부여하도록 강요했다.
역사가들은 일반적으로 사건의 중심 인물로 몇몇 개인을 강조한다. 중산층과 상류층을 대표하는 사람은 살베스트로 데 메디치(Salvestro de' Medici)였다. 하급 계층을 대표하는 것은 "The Eight (Saints)"로 알려진 신비한 그룹이었다. 마지막으로 이 두 그룹의 중간에 미셸 디 란도(Michele di Lando)가 끼어 있다. 그는 "열등한 출생으로 인해 사회적 우위와 분리되었지만 우월한 시력으로 인해 동료들로부터 분리되었다".
치옴피 반란은 짧았지만 미래 세대에 영향을 미쳤다. 3년 반에 걸친 반란은 15세기 내내 피렌체 사회에 영향을 미쳤을 뿐만 아니라, 역사가들의 흥미를 계속 끌었던 피렌체 역사의 발화점이었다. 사건에 대한 해석은 수세기에 걸쳐 발전했다.

## 참고 자료
- Bruni, Leonardo. "History of the Florentine People: Volume 3". Translated by James Hankins. London: Harvard University Press, 2007 (hard cover, ISBN 9780674016828).
- Brucker, Gene A. "The Revolt of the Ciompi", in Florentine Studies (1968).
- Brucker, Gene A. Florence: The Golden Age, 1138–1737. New York: Abbeville Press, 1984 (hardcover, ISBN 0-89659-457-2); Berkeley: University of California Press, 1998 (paperback, ISBN 0-520-21522-2).
- Brucker, Gene A. Renaissance Florence. New York. Wiley. 1969. Print. Pages 67–79.(paperback, ISBN 0-520-04695-1)
- Chronicles of the Tumult of the Ciompi (Monash publications in history; 7) by Rosemary Kantor and Louis Green (translators). Clayton, Vic.: Monash University, 1991 (paperback, ISBN 0-7326-0212-2).
- Cohn, Samuel Kline, Jr. Creating the Florentine State: Peasants and Rebellion. Cambridge: Cambridge University Press, 1999 (hardcover, ISBN 0-521-66337-7).
- Cohn, Samuel Kline, Jr. The Laboring Classes in Renaissance Florence (Studies in social discontinuity). New York: Academic Press, 1980 (hardcover, ISBN 0-12-179180-7).
- Cohn, Samuel Kline, Jr. Lust for Liberty: The Politics of Social Revolt in Medieval Europe, 1200–1425. Cambridge, MA; London: Harvard University Press, 2008 (hardcover, ISBN 0-674-02162-2).
- Cohn, Samuel Kline Jr. Popular Protest in Late Medieval Europe: Italy, France, and Flanders. Manchester: Manchester University Press, 2004 (hardcover, ISBN 9780719067310)
- Far, James Richard. Artisans in Europe, 1300 -1914. Cambridge: Cambridge University Press. 2000. Pages 180–182.
- Ferruci, Francesco. Italian Romanticism: Myth vs. History. Italian Issue 98.1 (1983) Pages 111–117
- Ianziti, Gary. Leonardo Bruni, the Medici, and Florentine Histories. Journal of the History of Ideas 69.1 (2008): Pages 1–22
- Hibbert, Christopher "The House of the Medici: Its Rise and Fall". William Morrow Paperbacks, 1999 (ISBN 0-688-05339-4)
- King, Margaret L. "The Renaissance in Europe" (ISBN 978-0-07-283626-4)
- Lantschner, The Ciompi Revolution Constructed: Modern Historians and the Nineteenth-Century Paradigm of Revolution. Annali di Storia di Firenze 4(2011) Pages 278–297
- Leibovici, Martine. "From Fight to Debate: Machiavelli and the Revolt of the Ciompi", Philosophy & Social Criticism, 2002, Vol. 28, No. 6, pp. 647–660.
- Marks, L.F. "Fourteenth-Century Democracy in Florence": [Review Article: Florentine Families and Florentine Diaries in the Fourteenth Century: Studies in Italian Medieval History Presented to Miss E.M. Jamison, P.J. Jones (ed.)], Past and Present, No. 25. (Jul., 1963), pp. 77–85.
- Mollat, Michel, and Phillippe Wolff. The popular Revolutions of the Late Middle Ages. London. Allen & Unwin. 1973. Pages 138–161 (hardcover, ISBN 978-00-4940-0-412)
- Phillips, Mark. "Barefoot Boy Makes Good: A Study of Machiavelli's Historiography". Medieval Academy of America 59, No. 3 (1984): 585–605. https://www.jstor.org/stable/2846301
- Screpanti, Ernesto. L'angelo della liberazione nel tumulto dei Ciompi. Siena: Protagon, 2008 (ISBN 978-88-8024-216-1).
- Trexler, R. C. "Who Were the Eight Saints?". Renaissance News 16, No. 2 (1963): 89–94. https://www.jstor.org/stable/2857798
- Trexler, Richard C. "Follow the Flag: The Ciompi Revolt Seen From the Streets". Bibliotheque d'Humanisme et Renaissance 46, No. 2 (1984): 357–392. https://www.jstor.org/stable/20677018
- Winter, Yves. Plebeian Politics: Machiavelli and the Ciompi Uprising. Political Theory 40.6 (2012) Pages 739–743